# Бабы (рассказ)
«Бабы» — рассказ А. П. Чехова. Написан в 1891 году.

## Публикации
Рассказ был впервые опубликован в 25 июня (7 июля) 1891 года в № 5502 газеты «Новое время». После небольших переделок рассказ был включен в сборник Палата № 6 (Санкт-Петербург, 1893) и в 2-7 изданиях сборника (1893—1899), в 1894 году рассказ вышел отдельным изданием. 
В июле 1891 года Иван Горбунов-Посадов подошёл к Чехову с просьбой: опубликовать отдельным изданием «…этот блестящий рассказ о местных Тартюфах, подлых, развратных, богобоязненных святошах». После некоторые стилистических доработок Чехов включил его в шестой том собрания сочинений, опубликованных Адольфом Марксом в 1889—1901 годах.
При жизни Чехова рассказ был переведён на венгерский, немецкий и сербскохорватский языки.

## Сюжет
Действие рассказа происходит в селе Райбуже в двухэтажном доме с железной крышей. В доме живет с семьей хозяин, Филипп Иванов Кашин, по прозванию Дюдя.
Матвей Саввич, мещанин, останавливается на ночь в доме Кашина. Дюдя из разговора узнал, что Матвей Саввич живет в городе, домовладелец, что он едет с Кузькой смотреть сады, которые арендует у немцев-колонистов.
Дюдя просит Матвея Саввича рассказывать, откуда у него взялся Кузька. Матвей Саввич рассказывает ему странную и шокирующую историю своего приемного сына, который выглядит и ведет себя как испуганная служанка.
Это была больше история о Машеньке, Кузькиной матери, которую Матвей Саввич соблазнил, в то время как её муж Вася служил в армии. Когда Вася вернулся, Машенька отказалась возвращаться к человеку, которого она ненавидела. В последующем Вася умирает предположительно от холеры. Потом по селу пошли разговоры, что Вася помер не своей смертью, что извела его Машенька. Дошло до начальства. Васю вырыли, распотрошили и нашли у него в животе мышьяк. Полиция забрала Машеньку и Кузьку. Машеньку посадили в острог. Суд вынес решение сослать ее в каторгу в Сибирь на 13 лет. Но она не добралась до Сибири… заболела горячкой и померла в остроге, а Кузьку вернули домой.
На следующий день Матвей Саввич сел с Кузькой в повозку и укатили со двора.

## Критика
После выхода рассказа он был запрещён для изучения в школах и народных читальнях. Дмитрий Аверкиев, член учёного комитета Министерства народного просвещения вынес следующий приговор рассказу «Бабы»: «Нравственные его основы шатки, а потому вряд ли желательно допущение его в народные читальни».
Сотрудник издательства «Посредник» А. М. Хирьяков в письме от 9 августа 1891 года своему коллеге И. И. Горбунову-Посадову отрицательно высказывался об отсутствии прямой авторской оценки в рассказе: «Мне кажется, что даже с обстоятельным предисловием мерзость мерзости будет недостаточно убедительна».
В статье В. Гольцева «А. П. Чехов» в журнале «Русская мысль», ставшей первым печатным отзывом на рассказ, в позитивном ключе отмечалась авторская объективность: «Симпатий своих Чехов не подчеркивает, от себя не говорит ни слова, и осуждают безнравственного святошу только бабы, выведенные в рассказе; но ошибиться в том, куда именно направлено сочувствие автора и на что он негодует, по-моему, невозможно. Объективная форма рассказа в данном случае, пожалуй, усиливает впечатление».
П. Н. Краснов, сравнивая двух мастеров слова — Мопассана и Чехова, отдавал предпочтение последнему и на примере рассказа «Бабы» подчёркивал: «Нигде и никогда у г. Чехова женская честь не рассматривается слегка, как какой-то пустяк, повсюду является она важным жизненным вопросом, и преступление против нее является несчастьем и влечет за собой глубокие последствия».
Литературный критик Евгений Ляцкий рассматривал рассказ в одном ряду с незавершённой повестью Чехова «Мужики»: «Такие рассказы, как „Бабы“ или „Мужики“, обличают в Чехове уже настоящего мастера и, несмотря на несколько однотонное освещение, производят впечатление истинно художественных произведений. В этих рассказах всё естественно, живо, всё бывает и может быть, образы запоминаются сразу». Анализируя ночную сцену, Ляцкий указывал: «Здесь дана только завязка новой драмы, но она и не нуждается в развитии: одна из вероятных развязок ее уже рассказана в повести мещанина».
Лев Толстой включил рассказ «Бабы» в свой личный список лучших чеховских рассказов.

## Экранизация
По мотивам рассказов А. П. Чехова «Бабы», «В Москве на Трубной площади», «Сирена», «В суде» в 1969 году на Мосфильме снят художественный фильм «Главный свидетель». Режиссёр: Аида Манасарова.